# Буникаури
Буникаури (груз. ბუნიკაური) — село в Грузии, на территории Чиатурского муниципалитета края (мхаре) Имеретия.

## География
Село находится на западе центральной части Грузии, к северу от реки Квирилы, на расстоянии 10 километров к северу от города Чиатура, административного центра муниципалитета. Абсолютная высота — 741 метр над уровнем моря.

## Население
По результатам официальной переписи населения 2014 года, в Буникаури проживал 61 человек (31 мужчина и 30 женщин). В национальной структуре населения грузины составляли 98,4 %, русские — 1,6 %.
| Год  | Население, человек |
| ---- | ------------------ |
| 2002 | 132                |
| 2014 | ↘ 61               |